# Pavão
Pavão är en kommun i Brasilien.   Den ligger i delstaten Minas Gerais, i den sydöstra delen av landet, 700 km öster om huvudstaden Brasília. Antalet invånare är 8 589.
Omgivningarna runt Pavão är huvudsakligen savann. Runt Pavão är det glesbefolkat, med 10 invånare per kvadratkilometer.